# 2-Methylimidazol
2-Methylimidazol ist eine chemische Verbindung aus der Gruppe der Azole.

## Vorkommen
2-Methylimidazol kann in Lebensmitteln als Rückstand von Verarbeitungsprozessen im Rahmen der Maillard-Reaktion von reduzierenden Zuckern mit Aminoverbindungen vorkommen.

## Gewinnung und Darstellung
2-Methylimidazol kann durch Kondensation von Glyoxal, Ammoniak und Acetaldehyd in einer Radziszewski-Synthese hergestellt. Seine Nitrierung ergibt das 5-Nitro-Derivat.

## Eigenschaften
2-Methylimidazol ist ein brennbarer, schwer entzündbarer, weißer Feststoff mit charakteristischem Geruch, der leicht löslich in Wasser ist. Seine wässrige Lösung reagiert alkalisch.

## Verwendung
2-Methylimidazol wird als Ausgangsstoff für die Herstellung von Nitroimidazol-Antibiotika und anderen Verbindungen verwendet, die bei der Bekämpfung anaerober bakterieller und parasitärer Infektionen nützlich sind. Es dient als Ligand in der Koordinationschemie und wird auch als Härter oder Reaktionsbeschleuniger für Epoxidharz sowie als Hilfsmittel für Textilfarbstoffe verwendet. Darüber hinaus dient es als Katalysator für die Rückfaltung von verstärkt gefärbten fluoreszierenden Proteinen. Darüber hinaus wird es als Zwischenprodukt für aktive pharmazeutische Wirkstoffe wie Metronidazol, Dimetridazol und Ondansetron verwendet. 2-Methylimidazol wird auch als Linker für die Synthese von Zeolitic Imidazolate Frameworks (ZIFs) eingesetzt (z. B. ZIF-8). In den resultierenden Gerüststrukturen ist die deprotonierte Form (2-Methylimidazolat, 2-mIm) eingebaut, wobei beide Stickstoffatome an die entsprechenden Metallzentren koordiniert sind.

## Gefahrenbewertung
2-Methylimidazol wurde von der ECHA aufgrund seiner reproduktionstoxischen Eigenschaften auf die Kandidatenliste der besonders besorgniserregenden Stoffe gesetzt.